# Phrurolithus spinosus
Phrurolithus spinosus là một loài nhện trong họ Phrurolithidae.
Loài này thuộc chi Phrurolithus. Phrurolithus spinosus được Elizabeth Bangs Bryant miêu tả năm 1948.